# Алгоритм Ву

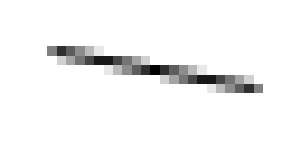
Малювання лінії зі згладжуванням із використання алгоритму Ву

Алгоритм Ву — алгоритм для малювання ліній зі згладжуванням, був представлений в статті Ефективна техніка згладжування у липневому випуску видання Computer Graphics, а також в статті Швидке згладжування в червні 1992 в випуску Dr. Dobb's Journal.

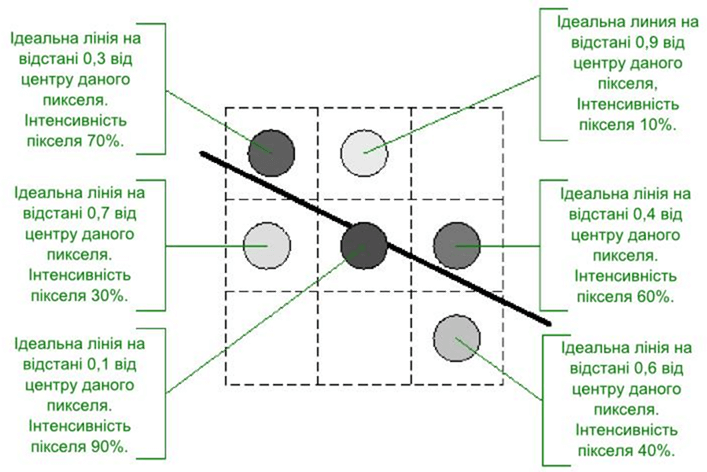
Розподілення інтенсивності пікселя в залежності від відстані до ідеальної лінії.

Демонстрація алгоритму Ву. Артефакти стиснення в стандарті jpeg з його допомогою можливо зробити «чесними».

Алгоритм Брезенхейма малює відрізок дуже швидко, але він не виконує згладжування. В додаток, він не може обробити ситуацію коли кінцеві точки мають не цілочисельні координати. Наївна спроба малювання зі згладжуванням вимагає багато часу, в той час як алгоритм Ву дуже швидкий (хоча й повільніший за алгоритм Брезенхейма). 

## Алгоритм
Горизонтальні та вертикальні лінії не вимагають ніякого згладжування, через це їх малювання виконується окремо. Для решти ліній алгоритм Ву проходить їх уздовж основної осі, підбираючи координати за неосновною віссю аналогічно з алгоритмом Брезенхейма. Відмінність складається в тому, що в алгоритмі Ву на кожному кроці встановлюється не одна, а дві точки. Наприклад, якщо основної віссю є Х, тоді розглядаються точки з координатами (х, у) і (х, у+1). В залежності від величини похибки, яка вказує як далеко відійшли піксели від ідеальної лінії за неосновною віссю, розподіляється інтенсивність між цими двома точками. Чим більше віддалена точка від ідеальної лінії, тим менша її інтенсивність. Значення інтенсивності двох пікселів завжди в сумі дає одиницю, тобто це є інтенсивність одного піксела, який точно потрапив на ідеальну лінію. Таке розподілення придасть лінії однакову інтенсивність по всій її довжині, створюючи при цьому ілюзію, що точки розташовані уздовж лінії не по дві, а по одній.
```
function
 plot(x, y, c) 
is

    plot the pixel at (x, y) with brightness c (where 0 ≤ c ≤ 1)

function
 ipart(x) 
is

    
return
 
integer part of x

function
 round(x) 
is

    
return
 ipart(x + 0.5)

function
 fpart(x) 
is

    
return
 
fractional part of x

function
 rfpart(x) 
is

    
return
 1 - fpart(x)

function
 drawLine(x1,y1,x2,y2) 
is

    dx = x2 - x1
    dy = y2 - y1
    
if
 abs(dx) < abs(dy) then			
      swap x1, y1
      swap x2, y2
      swap dx, dy
    
end if

    
if
 x2 < x1
      swap x1, x2
      swap y1, y2
    
end if

    gradient = dy / dx
    
    
// handle first endpoint

    xend = round(x1)
    yend = y1 + gradient * (xend - x1)
    xgap = rfpart(x1 + 0.5)
    xpxl1 = xend 
 // this will be used in the main loop

    ypxl1 = ipart(yend)
    plot(xpxl1, ypxl1, rfpart(yend) * xgap)
    plot(xpxl1, ypxl1 + 1, fpart(yend) * xgap)
    intery = yend + gradient 
// first y-intersection for the main loop

    
    
// handle second endpoint

    xend = round (x2)
    yend = y2 + gradient * (xend - x2)
    xgap = fpart(x2 + 0.5)
    xpxl2 = xend 
 // this will be used in the main loop

    ypxl2 = ipart (yend)
    plot (xpxl2, ypxl2, rfpart (yend) * xgap)
    plot (xpxl2, ypxl2 + 1, fpart (yend) * xgap)
    
    
// main loop

    
for
 x 
from
 xpxl1 + 1 
to
 xpxl2 - 1 
do

        plot (x, ipart (intery), rfpart (intery))
        plot (x, ipart (intery) + 1, fpart (intery))
        intery = intery + gradient

end function
```

Зауваження: якщо на початку виявляється, що abs(dx) < abs(dy), тоді всі точки мають відображатись з переставленими x і y.